# Тауер (Минесота)
Тауер (енгл. Tower) град је у америчкој савезној држави Минесота.

## Демографија
По попису из 2010. године број становника је 500, што је 21 (4,4%) становника више него 2000. године.
| Група             | 2000.       | 2010.       |
| Белци             | 466 (97,3%) | 468 (93,6%) |
| Афроамериканци    | 0 (0,0%)    | 0 (0,0%)    |
| Азијати           | 0 (0,0%)    | 3 (0,6%)    |
| Хиспаноамериканци | 9 (1,9%)    | 6 (1,2%)    |
| Укупно            | 479         | 500         |